# Cultura do Equador

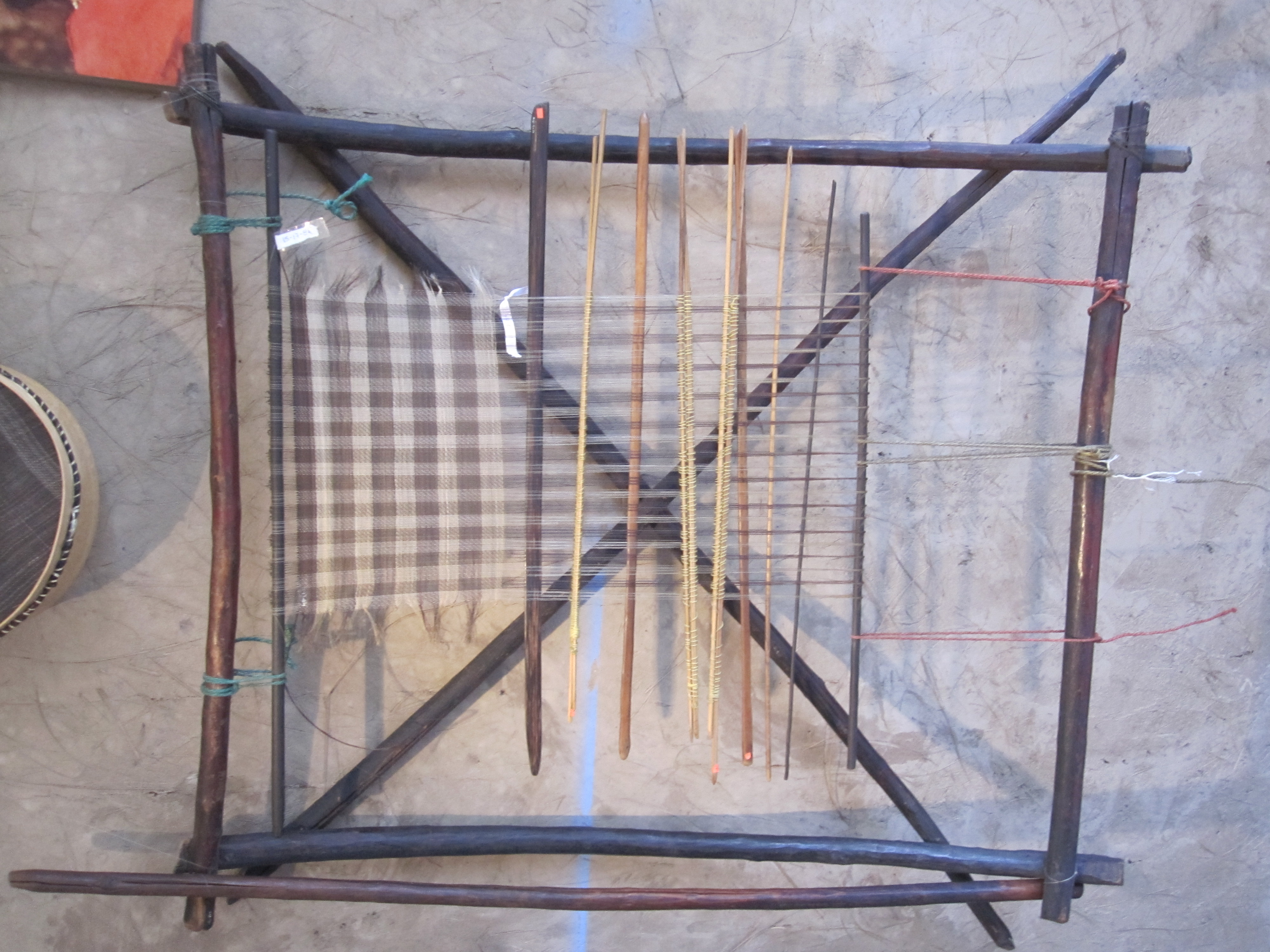
Artigos do equador

A cultura do Equador é tão diversificada quanto as paisagens do país. A maioria da população é mestiça de europeus principalmente espanhóis com ameríndios, e a cultura equatoriana é também uma mistura destas duas fontes, incluindo também a cultura dos negros escravizados trazidos da África. Cerca de 65% dos equatorianos é de católicos romanos.
O Equador pode ser dividido geograficamente em três partes: a Costa, a Sierra montanhas e El Oriente (o leste, com a região amazônica). As Ilhas Galápagos, também conhecidas localmente como Archipiélago de Colón também pertencem ao Equador.
Os incas cultivavam uma grande variedade de espécies de milho, com os quais faziam diversos tipos de farinhas e massas, utilizando-os também para fazer uma bebida chamada de chicha que era consumida em grandes quantidades. A comida inca consistia principalmente de vegetais, pães, bolos e mingaus de cereais (notadamente de milho ou aveia), e carne (assados ou guizados), comumente de caititus (porcos selvagens) e de lhama.
Entre os personagens famosos nascidos no Equador, incluem-se os pintores Enrique Tábara, Oswaldo Guayasamín, Eduardo Kingman, Bolívar Mena Franco, Felix Aráuz e Juan Villafuerte; o poeta e estadista José Joaquín de Olmedo; o poeta, filósofo y ensaísta Iván Carvajal Aguirre; o erudito Benjamin Urrutia; o tenista Pancho Segura; e o marchista olímpico Jefferson Pérez.